# Otevřená hvězdokupa

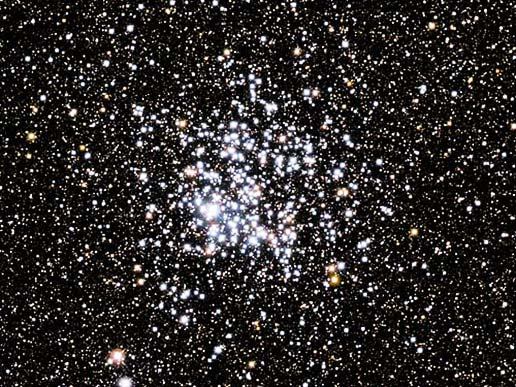
Otevřená hvězdokupa M11

Otevřené hvězdokupy jsou fyzikálně příbuzné skupiny hvězd, které drží pohromadě vzájemnou gravitační přitažlivostí. Proto se rozprostírají v omezené oblasti vesmíru, typicky mnohem menší, než je jejich vzdálenost od nás, takže se všechny hvězdy z jedné hvězdokupy nacházejí zhruba ve stejné vzdálenosti. Pravděpodobně vznikly z rozsáhlých kosmických mračen plynu a prachu (obří molekulární mračna) v Galaxii a pokračovaly v obíhání Galaxie. V mnoha mračnech, které jsou vidět jako jasné difúzní mlhoviny, dochází stále ke tvorbě hvězd a tak můžeme pozorovat vytváření velmi mladých hvězdokup. Proces vytváření zabírá pouze značně krátký čas v porovnání s životností hvězdokupy, a tak jsou všechny podobného stáří. Většina hvězd se vytvořila ze stejného molekulárního mračna, a tak mají podobné počáteční chemické složení.
Otevřené hvězdokupy jsou velmi zajímavé pro astrofyziky, z důvodu těchto vlastností:
- hvězdy ve hvězdokupě jsou v přibližně stejné vzdálenosti,
- hvězdy mají zhruba stejné stáří,
- hvězdy mají podobné chemické složení,
- hvězdy mají rozdílnou hmotnost, pohybující se od 80–100 hmotností Slunce pro nejhmotnější hvězdy (spíše mimo naši Galaxii) ve velmi mladých hvězdokupách k méně než 0,08 hmotností Slunce.

## Třídění hvězdokup

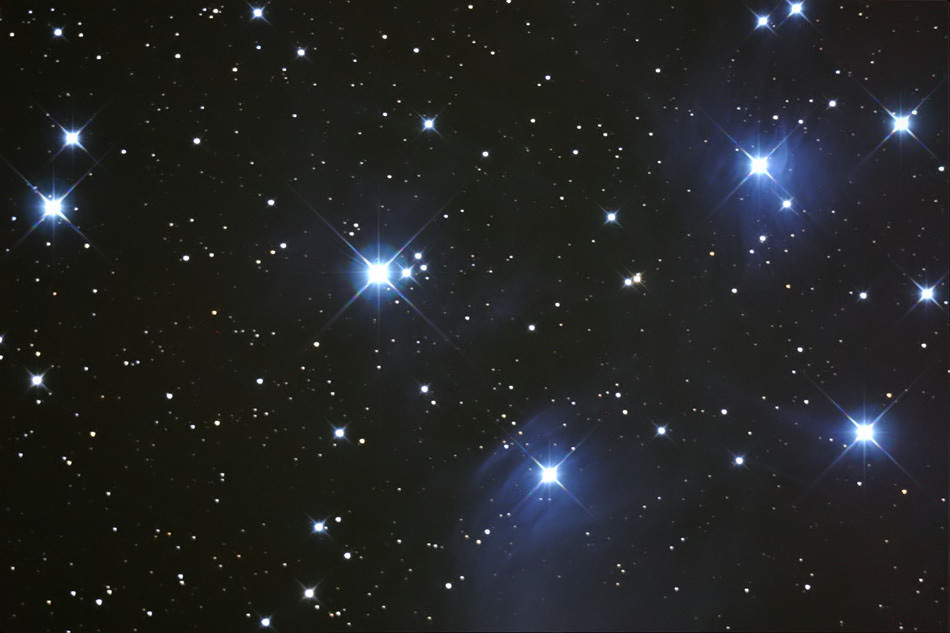
Otevřená hvězdokupa Plejády (M45) v souhvězdí Býka.

Otevřené hvězdokupy mohou být velmi rozptýlené s pouze několika členy, ale také to mohou být velké tisícičlenné shluky hvězd. Obvykle mají výrazné husté jádro, které je obklopené dalšími rozptýlenými členy. Průměr jádra je obvykle 3 až 4 světelné roky a další členové bývají od jádra vzdáleni až 20 světelných let.
Běžná hustota hvězd v jádru je kolem 1,5 hvězdy na krychlový světelný rok, přitom hustota hvězd v okolí Slunce je kolem 0,003 hvězd na krychlový světelný rok.[zdroj?]
Hvězdokupy se obvykle třídí podle schématu, které v roce 1930 vytvořil Robert Trumpler. Trumplerovo třídění má tři části. Římské číslice I až IV ukazují zhuštění hvězdokupy a její oddělení od okolního hvězdného pole (od silného po slabé zhuštění), arabské číslice 1 až 3 označují rozsah jasností členů hvězdokupy (od malého po velký rozsah) a písmena p, m nebo r označují, zda je hvězdokupa chudá (do 50 členů), střední nebo bohatá (přes 100 členů). Pokud hvězdokupu prostupuje mlhovina, je za označení přidáno n.
Podle Trumplerova označení jsou Plejády třídy II3rn (středně zhuštěné, velký rozsah jasností, bohatá hvězdokupa s mlhovinou), zatímco blízké Hyády jsou třídy II3m (středně zhuštěné, velký rozsah, střední počet členů).

## Vzdálenost hvězdokup
Otevřené hvězdokupy představují vzorek hvězd konstantního věku a/nebo stejného chemického složení. To se hodí pro studium s ohledem na hvězdnou strukturu a vývoj a ke stanovení obrysů mnoha stavových diagramů jako například barevný diagram (CMD) nebo Hertzsprung-Russelův diagram (HRD). Tyto diagramy vycházejí z údajů u blízkých hvězd s dostatečně dobře známou vzdáleností nebo z teorie hvězdného vývoje. Porovnání s naměřenými CMD diagramy hvězdokup nám poskytuje možnost určit vzdálenost hvězdokup. Porovnáním jejich HR diagramů s hvězdnou teorií dovoluje s určitou přesností určit věk hvězdokupy. Skutečnost, že mohou být všechny HRD diagramy vysvětleny teorií hvězdného vývoje, dává přesvědčivý důkaz pro tuto teorii a kromě toho neodporuje fyzikálním zákonům včetně jaderné a atomové fyziky, kvantové fyziky a termodynamiky.
V Galaxii známe přes 1100 otevřených hvězdokup a je to pravděpodobně pouze malé procento celkové populace, která bude pravděpodobně o několik řádů vyšší; odhaduje se až 100 000 otevřených hvězdokup, které se mohou nalézat v Galaxii.

## Životnost hvězdokup
Otevřené hvězdokupy se vyznačují krátkou životností. Při společném pohybu prostorem někteří členové opouštějí hvězdokupu (tzv. vypařování hvězdokupy), a to následkem změny rychlosti vzájemným přiblížení, slapovými silami v gravitačním poli Galaxie, případně srážkami s hvězdami a mezihvězdnými mračny křižujícími jejich cestu. Průměrná otevřená hvězdokupa má většinu svých hvězdných členů po několik stovek milionů let; pouze několik z nich dosahuje stáří miliard let. Opuštěné jednotlivé hvězdy pokračují v obíhání Galaxie.